# Суперкубок Данії з футболу
Суперку́бок Да́нії з футбо́лу — колишній одноматчевий турнір, у якому грають володар кубка Данії та чемпіон попереднього сезону. У випадку, якщо кубок і чемпіонат виграла одна команда, то в суперкубку грають перша та друга команди чемпіонату. Проходив з 1994 по 2004 роки.

## Фінали
- 1994 : Брондбю 4-0 Сількеборг
- 1995 : Копенгаген 2-1 Ольборг
- 1996 : Брондбю 4-0 Орхуіс
- 1997 : Брондбю 2-0 Копенгаген
- 1998 не проводився
- 1999 : Академіск 2-2 Ольборг (Ольборг по пенальті)
- 2000 : Віборг 1-1 Герфельге (Віборг по пенальті 7-6)
- 2001 : Копенгаген 2-0 Сількеборг
- 2002 : Брондбю 1-0 Оденсе
- 2003 не проводився
- 2004 : Копенгаген 2-1 Ольборг

## Переможці
| Пекремоги | Клуб       |
| --------- | ---------- |
| 4         | Брондбю    |
| 3         | Копенгаген |
| 1         | Академіск  |
| 1         | Віборг     |